# لودفيغ رودولف، دوق براونشفايغ-فولفنبوتل
لودفيغ رودولف (الألمانية:Ludwig Rudolf؛ 22 يوليو 1671 - 1 مارس 1735)؛ هو عضو من أسرة فلف العريقة، يعتبر دوق براونشفايغ لونيبورغ وأيضا حاكم فولفنبوتل منذ 1731 حتى وفاته، وأيضا أصبح أمير بلانكنبورغ.

## السيرة الذاتية
لودفيغ رودولف هو الابن الأصغر لـ أنطون أولريخ دوق براونشفايغ-فولفنبوتل وإما والدته إليزابيث يوليانا تنتمي إلى أحد فروع سلالة أولدنبورغ العريقة، أصبح جنرال في قوات الإمبراطور ليوبولد الأول في عام 1690، ولكنه تم أسره من قبل الفرنسيين في معركة فلورو التي تعتبر جزء من حرب التسع سنوات ومع ذلك تم اعتقال سراحه في العام نفسه، لاحقاً قدم له والده كونتية بلانكنبورغ كهدية، بعد المواقفة من شقيقه الأكبر أوغست فيلهلم.
عندما قام والده بالتزكية ابنته الكبرى إليزابيث كريستين إلى الأرشيدوق النمسا كارل، قام شقيقه الأكبر الإمبراطور يوزف الأول برفع كونتية بلانكنبورغ إلى إمارة الفورية، ومع ذلك كان وضع لودفيغ رودولف كـ الأمير الإمبراطوري محدوداً لأن صوته في البرلمان لم يكن وراثياً ولذلك لازال يعتمد على أبناء عميه من ناخبو براونشفايغ-لونيبورغ (فرع كالنبيرغ).
ومع وفاة شقيقه أوغست فيلهلم دون ورثة في 1731، ورث عنه فولفنبوتل، وبالتالي حكم كلتا المنطقتين في الاتحاد الشخصي، ونقل مقر إقامته إلى فولفنبوتل عاصمة الإمارة الوراثية؛ تمكن خلال سنوات حكمه القليلة من استعادة الأوضاع المالية بعد تدمير البلاد في عهد شقيقه.
توفي لودفيغ رودولف في 1735 دون وريث ذكر بذلك خلفه ابن عمه فرديناند ألبرخت الثاني الذي كان متزوج من ابنته الصغرى.

## الذرية
تزوج الأمير لودفيغ رودولف من الأميرة كريستينه لويزه من أوتينغن-أوتينغن؛ وانجبت له ثلاثة بنات:-
- إليزابيث كريستين (1691-1750)؛ تزوجت من الإمبراطور كارل السادس؛ وأصبحت الإمبراطورة الرومانية المقدسة وملكة المجر وبوهيميا القرينة؛ وأيضا هي والدة الإمبراطورة ماريا تيريزا.
- شارلوت كريستين (1694-1715)؛ تزوجت من ألكيسي بيتروفيتش ابن ووريث بطرس الأكبر إمبراطور روسيا، وهي والدة الإمبراطور بطرس الثاني.
- أنطوانيت أمالي (1696-1762)؛ تزوجت من ابن عمها فرديناند ألبرخت الثاني دوق براونشفايغ-فولفنبوتل؛ وهي والدة إليزابيث كريستين ملكة بروسيا ويوليانا ماريا ملكة الدنمارك-النرويج؛ وجدة الإمبراطور إيفان السادس من روسيا وفريدرش الثاني فيلهلم ملك بروسيا.

شمل أحفاده غالب ملوك الحرب العالمية الأولى الحلفاء من جورج الخامس ملك المملكة المتحدة، نيكولاي الثاني إمبراطور روسيا، فيتوريو إمانويلي الثالث ملك إيطاليا، ألبرت الأول ملك البلجيكيين، فرديناند الأول ملك رومانيا؛ وأيضا ملوك دول المحور فيلهلم الثاني إمبراطور ألمانيا، فرانتس يوزف الأول إمبراطور النمسا-المجر، ماري أديلايد دوقة لوكسمبورغ الكبرى، فرديناند الأول ملك بلغاريا؛ وأيضا ملوك الحاليين لإسبانيا والدنمارك والسويد والنرويج وهولندا وليختنشتاين.
وأيضا شمل أحفاده الممالك وإمبراطوريات البائدة في أوروبا بما في ذلك فرانتس الثاني أخر إمبراطور روماني مقدس، كارل الأول إمبراطور النمسا، لودفيغ الثالث ملك بافاريا، فريدرخ أوغست الثالث ملك ساكسونيا، فيلهلم الثاني ملك فورتمبيرغ، فرانشيسكو الثاني ملك الصقليتين، ماكسيميليان إمبراطور المكسيك، مانويل الثاني ملك البرتغال، بيدرو الثاني إمبراطور البرازيل، قسطنطين الثاني ملك اليونان، بيتار الثاني ملك يوغوسلافيا، نابليون الثاني إمبراطور الفرنسيين، لويس السابع عشر ملك فرنسا.